# 1037 w polityce
Wydarzenia polityczne w 1037 roku.

## Wydarzenia
- W bitwie pod Tamerón ginie król Leónu Bermudo III[1].
- Powstanie Królestwa Kastylii (po podbiciu Królestwa Leónu)[2][3].
- Konrad II Salicki w Mediolanie uznaje dziedziczność lenn[4][5].

## Zmarli
- Bolesław III Rudy, książę czeski[6].
- Awicenna, lekarz i filozof arabski[7].